# Mobo
Mobo is een gemeente in de Filipijnse provincie Masbate op het gelijknamige eiland Masbate. Bij de census van 2020 telde de gemeente bijna 41 duizend inwoners.

## Geografie

### Bestuurlijke indeling
Mobo is onderverdeeld in de volgende 29 barangays:
| - Baang - Bagacay - Balatucan - Barag - Dacu - Fabrica - Guintorelan - Holjogon - Lalaguna - Lomocloc - Luyong Catungan - Mabuhay - Mandali - Mapuyo - Marintoc | - Nasunduan - Pinamalatican - Pinamarbuhan - Poblacion Dist. I - Poblacion Dist. II - Polot - Sambulawan - Santa Maria - Sawmill - Tabuc - Tugawe - Tugbo - Umabay Exterior - Umabay Interior |

### Bevolkingsgroei
Mobo had bij de census van 2020 een inwoneraantal van 40.823 mensen. Dit waren 2.010 mensen (5,18%) meer dan bij de vorige census van 2015. Ten opzichte van de census van 2000 was het aantal inwoners gegroeid met 12.590 mensen (44,59%). De gemiddelde jaarlijkse groei in die periode kwam daarmee uit op 1,86%, hetgeen hoger was dan het landelijk jaarlijks gemiddelde over deze periode (1,79%).

De bevolkingsdichtheid van Mobo was ten tijde van de laatste census, met 40.823 inwoners op 143,47 km², 284,5 mensen per km².